# Donkey Kong (Game Boy-spel)
Donkey Kong (ドンキーコング Donkī Kongu?) är ett plattformsspel med pusselinslag, utvecklat av Nintendo och utgivet 1994 till Game Boy. Det är främst baserat på 1981 års arkadspel med samma namn samt dess uppföljare Donkey Kong Jr., och från Super Mario Bros. 2. Spelet var det första som använde sig av extra effekter då det spelades på Super Game Boy.

### Fotnoter
1. ↑  ”Donkey Kong” (på engelska). Mobygames. 10 mars 1994. http://www.mobygames.com/game/donkey-kong-. Läst 10 maj 2015.